# انصاف علي محمد مايو
انصاف علي محمد مايو برلماني يمني، عضو في مجلس النواب، عضو اللجنة المالية عن الدورة البرلمانية 2003-2009 والكتلة البرلمانية لنواب حزب التجمع اليمني للإصلاح عن الدائرة الانتخابية رقم (20) بمحافظة عدن. ولد في 2 اكتوبر 1959 في صيرة، مديرية كريتر، محافظة عدن. تعرَّض لمحاولة اغتيال في عدن في 2015.

## مدة المجلس
باتفاق عرف بأسم «إتفاق فبراير» مُددت فترة المجلس لمدة عامين، وبقيام ثورة الشباب اليمنية لم تُجرَ الانتخابات، وبحسب إتفاق المبادرة الخليجية مُددت الفترة لعامين آخرين حتى 2013. ولكن نظراً للأزمة السياسية المستمرة منذ ذلك العام واندلاع الحرب القائمة منذ 2015، لم يتسنى انتخاب مجلس نواب جديد، ولا تزال الشرعية متجسدة في المجلس المنتخب عام 2003 حتى اليوم.

## محاولة اغتياله
أفاد موقع بزفيد الإعلامي الأمريكي بأن الإمارات استعانت بشركة عسكرية أمريكية خاصة نفذت عمليات اغتيال استهدفت قيادات حزب «الإصلاح» الإسلامي في اليمن. من بينها محاولة اغتيال القيادي في حزب «الإصلاح» أنصاف علي مايو في عدن يوم الـ 29 ديسمبر عام 2015.